# Jerzy Góral
Jerzy Tadeusz Góral (Warschau, 30 januari 1944 -21 juni 2009)  was een Pools  ambtenaar en minister voor de Christelijk-Nationale Unie (ZChN).
Jerzy Góral had rechten en bestuurswetenschappen gestudeerd aan de  Universiteit van Warschau en werkte later bij het Rijksarchief. In het begin van de jaren 1990 bezette hij een belangrijke functie bij de  kanselarij  van de Sejm.  Van februari tot oktober 1993 was hij minister van cultuur en kunst voor de Christelijk-Nationale Unie (ZChN) in de regering  van Hanna Suchocka. Later werd hij onder meer bestuurder bij de Poolse televisie en adjunct-directeur-generaal van de kanselarij van de Sejm. Van 2004 tot aan zijn dood was Góral ten slotte hoofd van de diensten van de voorzitter van het Administratief Hooggerechtshof van Polen.